# Grupo SBF

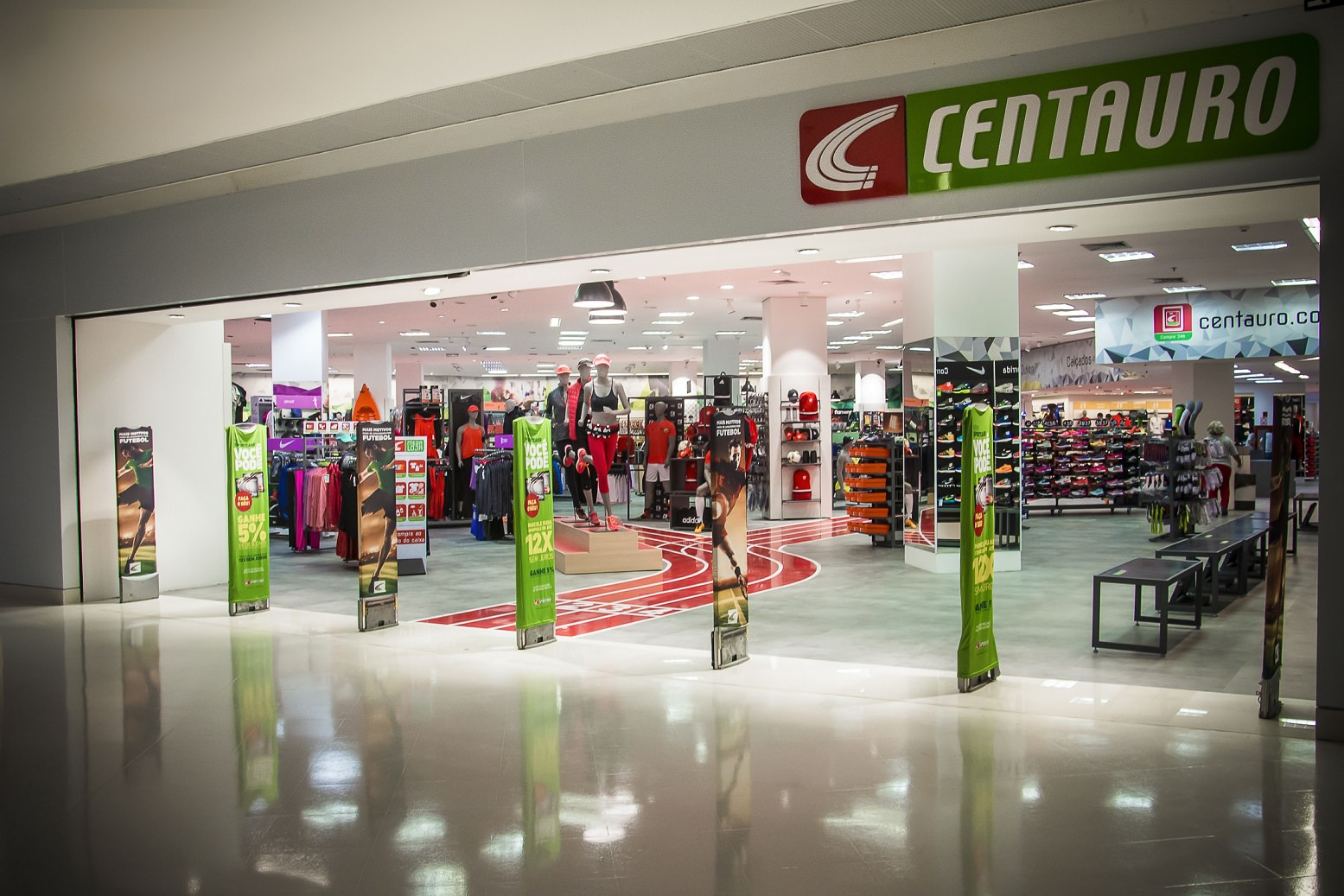
Loja Centauro do Shopping Leblon - Rio de Janeiro/RJ

O Grupo SBF é um grupo empresarial que controla as lojas Centauro, ByTennis, Almax Sports, Studio 78 e, atualmente, firmou um acordo inédito com a Nike para expansão das lojas Nike Store no país. A empresa foi fundada em 1981, em Belo Horizonte, por Sebastião Bomfim Filho.
Com a missão de democratizar o esporte no país, o Grupo SBF investe no patrocínio dos principais eventos esportivos do país e da América Latina (normalmente usando a marca das lojas Centauro). Em uma mega campanha do Grupo SBF a Centauro investiu 100 milhões de Reais e foi patrocinadora da Copa das Confederações FIFA Brasil 2013 e da Copa do Mundo FIFA Brasil 2014™. A marca Centauro também foi patrocinadora das seleções africanas de Gana, Camarões e Costa do Marfim na Copa do Mundo FIFA Brasil 2014. Patrocina a Copa do Brasil, os uniformes dos árbitros da Conmebol, o tenista Marcelo Melo, mais de 100 corridas de rua (entre elas, Circuitos Caixa de Corridas e NightRun) e,  fechou em 2015, o patrocínio de dez assessorias esportivas.
A partir de Janeiro de 2016 Pedro Zemel que atuou durante três anos no cargo de diretor comercial , assumiu o cargo de principal executivo; CEO. Zemel substituiu Sebastião Bomfim Filho, sócio e fundador da empresa, que agora passa a ocupar o cargo de presidente da companhia e vice-presidente do conselho de administração do Grupo SBF.

## Prêmios
- Prêmio iBest 2020 - Top 3 no Júri Popular e Oficial na categoria E-commerce de Esportes com a Centauro[7]
- Prêmio iBest 2020 - Top 3 no Júri Popular na categoria E-commerce de Esportes com a Nike[7]
- Prêmio iBest 2020 - Vencedor no Júri Popular na categoria Conteúdo de Esportes com o Desimpedidos[7]
- Melhores da Bolsa 2021 - Considerada Empresa Revelação do Prêmio Melhores da Bolsa (InfoMoney)[8]